# Silesis punctatus
Silesis punctatus is een keversoort uit de familie kniptorren (Elateridae). De wetenschappelijke naam van de soort werd voor het eerst geldig gepubliceerd in 1991 door Platia & Schimmel.